# Wilhelm Schnurbusch
Ernest August Wilhelm Schnurbusch (Bremen, 31 de marzo de 1886-Barranquilla, 16 de mayo de 1960) fue un ingeniero alemán.

## Biografía
Guillermo Schnurbusch, como se le llegó a conocer en su ciudad adoptiva de Barranquilla, nació en la ciudad portuaria de Bremen en Alemania a las orillas del caudaloso río Weser.
Luego de graduarse de la Escuela de Ingeniería de Bremerhaven en 1910, inició su carrera profesional en la empresa de transporte marítimo Norddeutscher Lloyd. 
Al estallar la Primera Guerra Mundial se incorporó a la División de Aviación (Feldflieger Abteilung) de la Marina Imperial alemana.

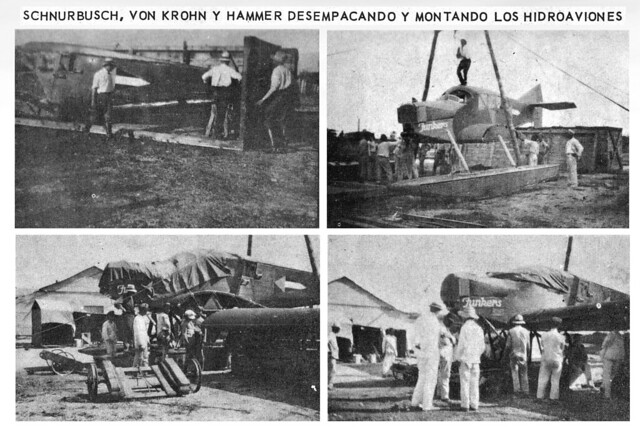
Ensamble de los dos Junkers F 13 llegados a Colombia en octubre de 1920.

En 1920 aceptó la invitación del empresario Werner Kämmerer, uno de los fundadores de la Sociedad Colombo-Alemana De Transporte Aéreo (SCADTA) y, junto con sus amigos y también aviadores, Hellmuth von Krohn y Fritz W. Hammer, partió rumbo a Colombia con dos Junkers F 13 empacados en cajas de madera. 
Su participación en el desarrollo de los aviones Junkers F 13 fue fundamental, ya que las condiciones de operación en el trópico, requirieron de grandes cambios. Los primeros hidroaviones que llegaron a la SCADTA, presentaban grandes dificultades para elevarse de las aguas del río Magdalena, fundamentalmente por las condiciones de calentamiento y la calidad de la gasolina utilizada. Schnurbusch logró mejorar el rendimiento del motor adicionándole un radiador externo de automóvil. 
Los primeros vuelos hacia el interior de Colombia, utilizando como ruta el cauce del río Magdalena, requirieron del gran ingenio de Schnurbusch, que siempre encontraba la forma de solucionar los inconvenientes con los pocos recursos disponibles.
Ocupó el cargo de presidente de la Junta Directiva del Colegio Alemán de Barranquilla en los años 30. Entre los años 1929 y 1933 fundó en las ciudades de Bogotá, Cali y Barranquilla la fábrica de oxígeno y productos metálicos "Fano" hoy "Aga-Fano".
El 18 de julio de 1936 le fue otorgada la Nacionalidad Colombiana, con la Carta/Resolución Número 54, del Ministro de Relaciones Exteriores.
Fue el Director Técnico de la SCADTA hasta el 14 de junio de 1940, cuando durante la Segunda Guerra Mundial, la empresa cambió su nombre por AVIANCA y fue retirado todo el personal Alemán.
En 1954 recibe la Orden de Boyacá, y en 1957 recibe la Orden del Mérito de la República Federal de Alemania; respectivamente las máximas condecoraciones que se le otorgan a un ciudadano por los aportes que han brindado a cada nación.
Murió en Barranquilla en 1960.

### Prensa
1. ↑  «El viaje del hidroavión "Colombia"». El Tiempo, Bogotá. 20 de octubre de 1920. Consultado el 29 de junio de 2021.